# HD79825
HD79825 — подвійна зоря. 
Ця подвійна система має видиму зоряну величину в смузі V приблизно 7,6.
Вона розташована на відстані близько 526,9 світлових років від Сонця.

## Подвійна зоря
Головна зоря цієї системи належить до хімічно пекулярних зір й має спектральний клас A6.
Інша компонента має  спектральний клас F3.